# アリソン・ウェストン
アリソン・ウェストン（Allison Weston、1974年2月19日 - ）は、アメリカ合衆国の元女子バレーボール選手。現役時代のポジションはアウトサイドヒッター。元アメリカ合衆国代表。

## 来歴
ネブラスカ州パピリオン出身。パピリオン ラビリオ高校のときはバレーボールの他に、バスケットボール、サッカー、陸上競技をしていた。1992年、ネブラスカ大学へ進学した。1995年度のNCAA女子バレーボール選手権で優勝を果たした。また、ホンダスポーツ賞のバレーボール部門にノミネートされた。1997年、アメリカ代表に初選出された。1998年の世界選手権に出場した。1999年には代表チームの主将を務め、ワールドカップに出場した。2000年、シドニー五輪では4位となった。2000/01シーズンはイタリアセリエAのAGILバレーでプレーした。その後、モンタナ大学でアシスタントコーチを務めた。

## 球歴
- オリンピック - 2000年
- 世界選手権 - 1998年
- ワールドカップ - 1999年
- ワールドグランプリ - 2000年

## 所属クラブ
- ネブラスカ大学（1992-1996年）
- AGILバレー（2000-2001年）